# Gaspard Barbier
Gaspard Augustin Barbier né le 6 janvier 1763 à Rennes et mort le 27 septembre 1833 à Nantes est un homme politique français, député de la Loire-Inférieure du 22 août 1815 au 31 juillet 1821. 

## Biographie
Issu d'une famille originaire du Poitou, bourgeois de Civray à la fin du XVIe siècle et dont la branche aînée s'est installée en Bretagne au début du XVIIIe siècle. Gaspard Augustin Barbier, né le 6 janvier 1763 à Rennes, est le fils d'Aimé François Barbier, négociant, associé dans la Compagnie des Indes et doyen des échevins de Rennes, et de Jeanne Dufour. Il épouse en premières noces le 24 août 1789 Antoinette Decoëne et en 1796 Marie Le Pot et eut deux filles.
Négociant à Nantes, il devient pendant la terreur, le banquier des émigrés nantais. 
Propriétaire à Nantes, il entre dans la vie politique à  Restauration et manifeste son engagement pour la cause royaliste. et appartint à la majorité de la Chambre introuvable de 1815. Il devient adjoint au maire de Nantes en 1816
Réélu après la dissolution, le 4 octobre 1816, il siège au « centre de droite », et prend part à tous les votes réactionnaires de la session de 1819 : loi contre la liberté de la presse, modification du système électoral, etc. Il n'est pas réélu en 1821.
Il est nommé chevalier de la légion d'honneur le 25 avril 1821.

## Résidence
Il possède le château du Chaffault à Bouguenais et le château de la Bonnetière à Saint-Urbain ainsi qu'un hôtel particulier au no 26 boulevard Delorme (aujourd'hui boulevard Gabriel-Guist'hau), à Nantes.